# Праксей

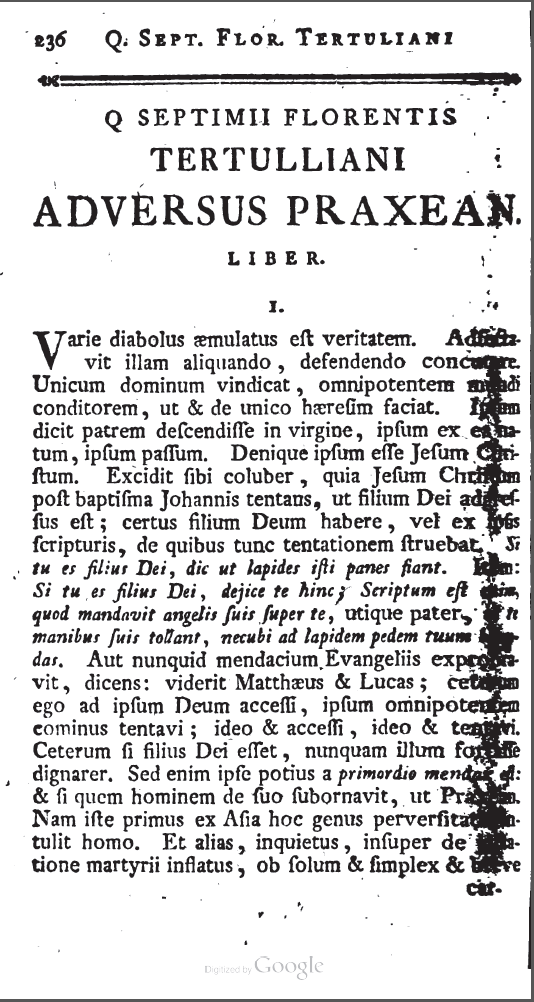
Tertullian. Opera omnia. In Officina Libraria Staheliana, 1781.«Против Праксея»

Праксей (лат. Praxeas) — антитринитарий-монархианин из Малой Азии конца II — начала III века, видный борец против монтанизма.

## Биографические сведения
Информация о Праксее известна лишь из единственного трактата «Против Праксея» (лат. Adversus Praxean) его идейного противника Тертуллиана. На Праксея, когда он проживал в Малой Азии, были гонения со стороны язычников, что, однако, было воспринято Тертуллианом скептически: «Праксей не вправе называться исповедником; все его мученичество состояло в том, что он поскучал в тюрьме, затем, явившись в Рим, изгнал Утешителя и распял Отца». Вероятно, при Елевфере 175—189 гг., Праксей на короткое время прибывает в Рим, где его принимают с радушием. Недолгое пребывание его в столице и близость взглядов учению Ноэта Смирнского вызвало у Тертуллиана необоснованное предположение, что Праксей и Ноэт — один и тот же человек, и имя его является прозвищем, означая «делец». Когда около 206—208 гг. в конце своей жизни Праксей пришел в Карфаген, город Тертуллиана, то тот отказался от церковного общения с ним.

## Вероучение
Согласно Тертуллиану, весь Ветхий Завет для Праксея сводился к фразе: «Я Бог и нет другого кроме Меня» (Исайя 45:5), а Новый Завет — к словам: «видевший Меня видел Отца», «Я во Отце и Отец во Мне» (Ин. 15:9, 11), «Я и Отец одно» (Ин. 10:30).
Праксей учил о единстве Бога и был не согласен с любой попыткой разделения лиц или деления на ипостаси Отца, Сына и Святого Духа в христианской церкви: «лат. ipse (Pater) se Filium sibi fecit» («Сам (Отец) себя Сыном себе соделал»), подразумевая, что «Сын» — это лишь название человеческой природы Христа, а Христос сам есть Бог-Отец. Сын был Отцом, когда открывал себя вовне, например в творении и вочеловечении. Тертуллиан, опровергавший это учение в своем сочинении «Adversus Praxeam», назвал его патрипассианством (patripassionismus, то есть учение о страдании Отца в лице Иисуса Христа), так как, по его мнению, из учения Праксея следовало, что страдал Отец; но сам Праксей относил страдание только к человеческой природе Иисуса Христа. Идею Праксея развивал Ноэт, родом из Ефеса или Смирны; отлучённый от церкви (около 230 г.), он вскоре умер. Ученик Ноэта, Эпигон, отправился в Рим, где склонил к ереси некоего Клеомена, который основал школу ноэтианства.